# Ш
Ш (minuskule ш) je písmeno cyrilice.
V abazijštině je písmeno Ш součástí spřežek ШӀ a Шв, v abcházštině je součástí spřežek Шь a Шә. V osetské azbuce se písmeno Ш nevyskytuje.
V latince písmenu Ш odpovídá písmeno Š (š) v jazycích jejichž abecedy toto písmeno obsahují, do angličtiny je přepisováno jako Sh. V arménském písmu mu odpovídá písmeno Շ (շ), v gruzínském písmu písmeno შ.
V hlaholici písmenu Ш odpovídá písmeno Ⱎ.
Prapůvod lze vysledovat nejspíše v hebrejském písmenu ש.